# 劉賜貴
劉 賜貴（りゅう しき、1955年9月18日 - ）は、中華人民共和国の官僚、政治家。福建省恵安県出身。元中国共産党海南省委員会書記、海南省人大常委会主任。

## 経歴
1955年9月18日、福建省惠安県で生まれる。文化大革命の1973年2月より福建省邵武県洪墩公社の人民公社で知識青年として労働に従事。その後、洪墩公社の党委書記、革命委員会主任を歴任。1983年7月、中国共産党邵武県政治法律委員会書記に就任。同年10月，邵武県党委副書記に就任。
1989年、同省光沢県に転任し、同県党委副書記、党委書記を歴任。
1993年3月、中国共産主義青年団福建省委常務副書記、福建省青年連合会主席に就任。
1997年3月、莆田市常務副市長に転出。
2000年3月、福建省海洋漁業局党組書記、局長に就任。
2002年5月、竜岩市副市長兼市長代行に就任。竜岩市第2期人民代表大会第2回で2002年12月8日、市長代行の劉賜貴が市長に選出された。2005年6月、張燮飛の後任として、竜岩市党委書記に任命された。
第12期廈門市人民代表大会常務委員会は2007年2月06日の第32回会議で、張昌平市長の辞任届を受理し、劉賜貴を廈門市党委副書記兼市長代行に任命することを決定した。
2011年2月、中央に移り、国家海洋局局長、党組書記に就任。2012年11月、中共第18期中央紀律検査委員会委員に選出される。2013年3月、中国海警局政治委員を兼務する。
2014年12月、党務に転じて海南省に赴任し、海南省党委副書記、省長代行に就任した。海南省第5期人民代表大会第3回で2015年2月13日、省長代行の劉賜貴が省長に選出された。2017年4月1日海南省党委書記に転任し、海南省省長を退く。同年5月、海南省人大常委会主任を兼任。